# Heilig-Hartkapel (De Steeg)

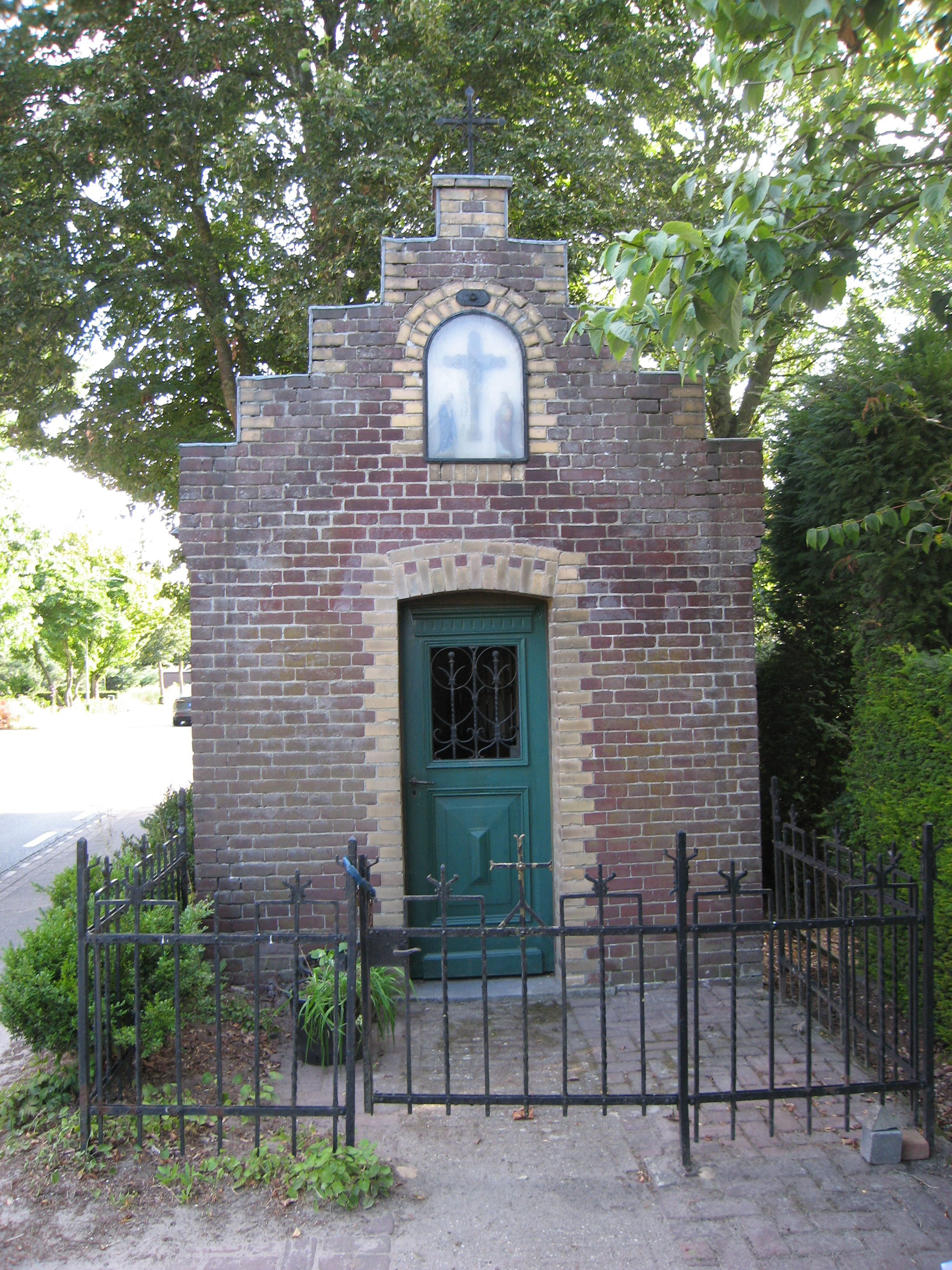
De Heilig-Hartkapel in De Steeg

De Heilig-Hartkapel is een kapel in De Steeg bij Sevenum in de Nederlands Noord-Limburgse gemeente Horst aan de Maas. De kapel staat aan de straat Steeg bij huisnummer 36 ten zuidwesten van het dorp.
De kapel is gewijd aan heilige hart van Jezus.

## Geschiedenis
In 1910 werd de kapel gesticht door Petran Baeten.

## Gebouw
De bakstenen kapel heeft een driezijdige koorsluiting en wordt gedekt door een zadeldak van leien. Op de achterste nok is een windvaan van siersmeedwerk aangebracht. De zijgevels zijn voorzien van een in gele bakstenen uitgevoerde gele ruit en onder de daklijst een fries in rode en gele bakstenen waaronder een muizentand. De frontgevel is een trapgevel met op de top een metalen kruis. Hoog in de frontgevel bevindt zich een met gele bakstenen omlijste rondboogvormige nis die afgesloten is met een glazen plaat. Hierachter bevindt zich een calvarie met een kruis en twee personen. De frontgevel bevat verder de met gele bakstenen omlijste segmentboogvormige toegang die wordt afgesloten met een groene deur met door traliewerk afgesloten venster.
Van binnen is de kapel wit gestuukt en tegen de achterwand is het altaar geplaatst. In de achterwand is boven het altaar een rondboogvormige nis aangebracht die wordt afgesloten door een zwart geschilderd smeedijzeren hekje. In de nis staat een Heilig Hartbeeld. Onder de nis is een tekst aangebracht:

Allerheiligste Hart van Jezus Ontferm u onzer

De kapel wordt omgeven door een smeedijzeren hekwerk en achter de kapel staat een lindeboom.